# Liste von Kraftwerken in Namibia
Dies ist eine Liste der derzeitigen und geplanten Kraftwerke Namibias.
Die Energieerzeugung Namibias erfolgt ausschließlich durch den staatlichen Stromversorger Namibia Power Corporation und seine regionalen Tochtergesellschaften. Die Stromversorgung in ländlichen Gebieten wird weiterhin zu einem Großteil durch individuell betriebene Generatoren und Solarenergie sichergestellt.
Ein Großteil der benötigten elektrischen Energie wird auf Grundlage eines Abkommens vor allem aus Simbabwe (150 MW) und vom südafrikanischen Stromversorger Eskom sowie aus Sambia bezogen. Verträge mit Eskom wurden Mitte 2022 verlängert, wobei der Bezug von 200 auf 100 MW verringert wurde. Auch Sambia will weiterhin Strom zur Verfügung stellen.
Im Dezember 2015 konnten maximal 511 MW durch eigene Kraftwerke produziert werden. Zwischen 1990 und 2009 importierte Namibia im Durchschnitt 48 Prozent seines Strombedarfs, zwischen 2010 und 2017 waren es 38 Prozent. Der jährliche Verbrauch in Namibia betrug 2015 611 MW, hiervon können zu Spitzenzeiten mittlerweile bis zu 80 Prozent aus eigenen Kraftwerken gedeckt werden. Bis 2025 will Namibia seine Eigenkapazität um 40 Prozent auf 879 Megawatt steigern. Hierbei spielt vor allem die Erneuerbare Energie eine entscheidende Rolle. Der Bedarf an Strom lag im ersten Quartal 2024 bei 600 Megawatt, wovon 486,5 Megawatt lokal produziert werden konnten.
Die Stromversorgung gilt, anders als u. a. in Südafrika, aufgrund ausreichender Importe, als sicher.

## Aktive Kraftwerke

### Wärmekraftwerke
| KW-Name   | Leistung in MW | Standort   | Betreiber | Status                                     | Art         | Bild |
| --------- | -------------- | ---------- | --------- | ------------------------------------------ | ----------- | ---- |
| Anixas    | 22,5           | Walvis Bay | NamPower  | Inbetriebnahme August 2011                 | Dieselkraft |      |
| Anixas II | 54             | Walvis Bay | NamPower  | Inbetriebnahme 2025                        | Dieselkraft |      |
| Paratus   | 24             | Walvis Bay | NamPower  |                                            | Dieselkraft |      |
| Van Eck   | 120            | Windhoek   | NamPower  | Generalüberholung Mitte 2015 abgeschlossen | Kohlekraft  |      |

### Wasserkraftwerke
| KW-Name               | Leistung in MW | Standort           | Betreiber | Status                                      | Art         | Bild |
| --------------------- | -------------- | ------------------ | --------- | ------------------------------------------- | ----------- | ---- |
| Ruacana               | 247            | Ruacana, am Kunene | NamPower  | Generalüberholung im Mai 2014 abgeschlossen | Wasserkraft |      |
| Ruacana (Erweiterung) | 92             | Ruacana, am Kunene | NamPower  | Inbetriebnahme März 2012                    | Wasserkraft |      |

### Solarkraftwerke
Zu den nachstehend genannten gibt es zahlreiche kleinere öffentliche Photovoltaikkraftwerke bis maximal 5 Megawatt.
| KW-Name                  | Leistung in MW | Standort       | Betreiber                    | Status                                | Art          | Bild |
| ------------------------ | -------------- | -------------- | ---------------------------- | ------------------------------------- | ------------ | ---- |
| Alten Renewable Hardap   | 37–45,5        | bei Mariental  | Alten Renawable Hardap       | Inbetriebnahme im Juni 2019           | Photovoltaik |      |
| Arandis                  | 3              | Arandis        | OLC Solar Energy             | Inbetriebnahme Juni 2017              | Photovoltaik |      |
| Aussenkehr               | 5              | bei Aussenkehr | InnoSun                      | seit Ende 2017 in Betrieb             | Photovoltaik |      |
| Ejuva I + II             | 10             | Gobabis        | Ejuva                        | Inbetriebnahme September 2018         | Photovoltaik |      |
| Greenam Keetmanshoop     | 10             | Keetmanshoop   | Greenam Electricity          | 2018                                  | Photovoltaik |      |
| Greenam Mariental        | 10             | Mariental      | Greenam Electricity          | Inbetriebnahme März 2018              | Photovoltaik |      |
| HopSol Solarpark Karibib | 5              | Karibib        | HopSol Power Generation      | Inbetriebnahme am 9. Juni 2017        | Photovoltaik |      |
| Khan                     | 26             | Usakos         | ANIREP                       | Inbetriebnahme 2025                   | Photovoltaik |      |
| ANIREP Otjiwarongo       | 5,7            | Otjiwarongo    | ANIREP                       | Inbetriebnahme November 2015          | Photovoltaik |      |
| InnoSun Omburu           | 4,5            | Omaruru        | InnoSun                      | Inbetriebnahme Mai 2015 und Juni 2022 | Photovoltaik |      |
| ANIREP Omburu            | 20,0           | Omaruru        | ANIREP                       | Inbetriebnahme März 2022              | Photovoltaik |      |
| Osona Plant              | 5              | Okahandja      | InnoSun                      | Inbetriebnahme August 2016            | Photovoltaik |      |
| Otjozondjupa Solar Park  | 5,7            | Grootfontein   | ANIREP                       | Inbetriebnahme Juli 2016              | Photovoltaik |      |
| Outapi Solar Plant       | 5              | Outapi         | Camelthorn Business Ventures | Inbetriebnahme Juli 2018              | Photovoltaik |      |
| Rosh Pinah PV            | 5              | Rosh Pinah     | AEE Power                    | Inbetriebnahme August 2017            | Photovoltaik |      |
| Trekkopje                | 5,78           | Trekkopje      | Enertronica Group            | Inbetriebnahme August 2018            | Photovoltaik |      |
| Trekkopje Solar Project  | 5              | Arandis        | SertumEnergy Namibia         | Inbetriebnahme Oktober 2019           | Photovoltaik |      |

### Windkraftwerke
| KW-Name                                   | Leistung in MW | Standort | Betreiber                     | Status                           | Art         | Bild |
| ----------------------------------------- | -------------- | -------- | ----------------------------- | -------------------------------- | ----------- | ---- |
| Benguela Wind Power Demonstration Project | 0,0105         | Lüderitz | u. a. Universität von Namibia | Inbetriebnahme im September 2017 | Windenergie |      |
| Ombepo                                    | 5              | Lüderitz | InnoSun                       | Inbetriebnahme am 3. August 2017 | Windkraft   |      |

## Zukünftige Kraftwerke

### Im Bau
| KW-Name               | Leistung in MW | Standort           | Betreiber             | Status | Art               |
| --------------------- | -------------- | ------------------ | --------------------- | --- | ----------------- |
| Otjikoto Biomass      | 040            | bei Tsumeb         | Nampower              | Inbetriebnahme für 2020 geplant; Baubeginn im August 2023 angekündigt und tatsächlich im November 2024 begonnen           | Biomassekraftwerk |
| Ruacana (Erweiterung) | 15             | Ruacana, am Kunene | NamPower              | Inbetriebnahme war für 2014 geplant                                                                                       | Wasserkraft       |
| Diaz-Windfarm         | 44             | bei Lüderitz       | CERIM Lüderitz Energy | Baubeginn war für Ende 2012 geplant; Vorbereitungen im Juni 2017 abgeschlossen; Baubeginn April 2023, Inbetriebnahme 2025 | Windkraft         |
| Trekkopje Innosun     | 5,0            | bei Arandis        | Innosun               | Baubeginn 2022 | Photovoltaik      |
| OLC Tsumeb            | 6,4            | bei Tsumeb         | OLC Solar Energy      | Baubeginn Anfang 2017 | Photovoltaik      |

### Geplant
| KW-Name                               | Leistung in MW | Standort                    | Betreiber                                              | Status | Art                                            |
| ------------------------------------- | -------------- | --------------------------- | ------------------------------------------------------ | --- | ---------------------------------------------- |
| Agrekko                               | 150            | Walvis Bay                  | Agrekko                                                | geplant | Dieselkraft                                    |
| Arandis Power                         | 120            | östlich von Arandis         |                                                        | Baubeginn etwa Ende 2020[veraltet] | Schwerölkraftwerk                              |
| Arandis                               | 300            | bei Arandis                 | NamPower                                               | erste Planung im November 2015 veröffentlicht[veraltet]                                                                                      | Solarwärme                                     |
| Baynes                                | 600            | Baynesberge, am Kunene      | NamPower und angolanischer Partner                     | geplanter Baubeginn 2021,[veraltet] Inbetriebnahme 2025                                                                                      | Wasserkraft                                    |
| Divundu                               | 020            | Divunde, am Okavango        | NamPower                                               | geplant | Wasserkraft                                    |
| HDF Energy Swakopmund                 | 020            | Swakopmund                  | HDF Energy                                             | Fertigstellung 2023 geplant | Photovoltaik & Wasserstoff                     |
| Oranje                                | 080–200        | Oranje                      |                                                        | geplant zusammen mit Südafrika | Wasserkraft                                    |
| HopSol Solarpark Khorixas             | 01             | bei Khorixas                | HopSol Power Generation                                | Baubeginn für Oktober 2015 geplant[veraltet]                                                                                                 | Photovoltaik                                   |
| HopSol Solarpark Otavi                | 02             | bei Otavi                   | HopSol Power Generation                                | Baubeginn für Oktober 2015 geplant[veraltet]                                                                                                 | Photovoltaik                                   |
| HopSol Solarpark Outjo                | 02             | bei Outjo                   | HopSol Power Generation                                | Baubeginn für Oktober 2015 geplant[veraltet]                                                                                                 | Photovoltaik                                   |
| HopSol Solarpark Tsumeb               | 05             | bei Tsumeb                  | HopSol Power Generation                                | Baubeginn für Oktober 2015 geplant[veraltet]                                                                                                 | Photovoltaik                                   |
| InnoSun Sperrgebiet                   | 150–500        | im Sperrgebiet-Nationalpark | InnoSun                                                | Baubeginn für 2016 geplant[veraltet] | Wind                                           |
| Kerbehuk                              | 34             | 45 km N von Oranjemund      | Envusa Energy                                          | Baubeginn für 2024 geplant | Wind                                           |
| Kudu Gasfeld                          | 800            | Oranjemund                  | NamPower (Kooperation mit Gazprom, NAMCOR, Tullow Oil) | Inbetriebnahme war für 2017/2018 geplant. Die Erschließung des Gasfeldes und der Bau des Kraftwerkes wurden im November 2019 auf Eis gelegt. | Gaskraft                                       |
| NamPower PV                           | 70             | unbekannt                   | NamPower                                               | seit Mitte 2023 geplant | Photovoltaik                                   |
| Nexentury                             | 100            | Windhoek                    | O&L Nexentury                                          | seit Mitte 2023 geplant | Photovoltaik                                   |
| unbekannt                             | unbekannt      | Region Erongo               |                                                        | für 2018 geplant[veraltet] | Atomkraft                                      |
| Lüderitz Wind                         | 040            | bei Lüderitz                | Nampower                                               | Inbetriebnahme für 2022 geplant | Windenergie                                    |
| Maxwell PV                            | 013            | bei B2Gold                  | ISPS Solar Operations Namibia                          | Baubeginn im September 2023 angekündigt | Photovoltaik                                   |
| Nathaniël Maxuilili Power Plant       | 586            | Walvis Bay                  | Power Invest                                           | Inbetriebnahme Phase 1 für 2024 angekündigt[veraltet]                                                                                        | Gas                                            |
| Omburu II                             | 020            | bei Omaruru                 | Nampower                                               | Inbetriebnahme für 2020 geplant | Photovoltaik                                   |
| Schonau Solar Energy PV               | 125 MW         | ǁKharas                     | Emesco                                                 | Baubeginn für Ende 2024 geplant[veraltet] | Photovoltaik (50 MW), Batteriespeicher (70 MW) |
| Thermalkraftwerk Küste                | 250            | bei Walvis Bay              | Nampower                                               | Inbetriebnahme für 2016 geplant[veraltet][veraltet]                                                                                          | Thermalkraftwerk                               |
| Trekkopje Solar Project (Erweiterung) | 22             | Arandis                     | SertumEnergy Namibia                                   | Baubeginn für 2017 geplant | Photovoltaik                                   |
| Otjiwarongo                           | 40             | Otjiwarongo                 | NamPower                                               | Bau im Mai 2017 angekündigt | Bioenergie                                     |
| Otavi                                 | 20             | Otavi                       | NamPower                                               | Bau im Mai 2017 angekündigt | Bioenergie                                     |
| Arandis                               | 150            | Arandis                     | NamPower                                               | Bau im Mai 2017 angekündigt | Sonnenwärme                                    |
| unbekannt                             | 20             | Rehoboth oder Gobabis       | IPP (NamPower)                                         | | Photovoltaik                                   |
| unbekannt                             | 50             | Lüderitz                    | IPP (NamPower)                                         | | Windenergie                                    |
| Tses Solar Park                       | 125            | Tses                        | u. a. Groot Group                                      | | Photovoltaik                                   |
| Windhoek PV                           | 25             | Windhoek                    | Stadt Windhoek                                         | Bau im September 2023 angekündigt. | Photovoltaik                                   |
| Rosh Pinah PV                         | 100            | Rosh Pinah                  | NamPower                                               | Bauvergabe im September 2024 | Photovoltaik                                   |
| Walvis Bay HTMR                       |                | Walvis Bay                  |                                                        | Vertragsunterzeichnung im August 2025 | Hochtemperaturreaktor                          |
| Windhoek                              | 8,5            | Windhoek                    | Stadtverwaltung Windhoek                               | Projektbekanntgabe im Oktober 2024 | Müllverbrennung                                |

#### Eingestellte Planungen
| KW-Name             | Leistung in MW | Standort               | Betreiber            | Status | Art                      |
| ------------------- | -------------- | ---------------------- | -------------------- | --- | ------------------------ |
| Arandis             | bis 800        | bei Arandis            |                      | Baubeginn war für 2012 geplant, im März 2013 weitere Planungen gestoppt, im November 2015 Planungen eingestellt | Kohlekraft               |
| Greentower          | 400            | bei Arandis            |                      | ursprünglich geplant für 2012 | Aufwindkraftwerk         |
| Sitentu Power Plant | 900            | bei Walvis Bay         |                      | Inbetriebnahme war für 2015 geplant[veraltet] | Gas-und-Dampf-Kombikraft |
| Xaris-Kraftwerk     | 250            | Düne 7, bei Walvis Bay | Xaris Energy Namibia | Inbetriebnahme war für 2016 geplant; Regierung stellte Planungen aufgrund von Kostenexplosion im Mai 2015 komplett ein Neuaufnahme des Projektes im Januar 2016 und Realisierung bis 2018 geplant; im Februar 2018 sämtliche Planungen aufgegeben. | Gaskraft                 |
| Rosh Pinah Wind     | 40             | bei Rosh Pinah         | NamPower             | | Windenergie              |